# 伊藤學
伊藤 學（いとう まなぶ、1930年12月22日 - 2023年2月12日）は、日本の工学者、東京大学名誉教授、学位は工学博士。専攻は土木工学。

## 履歴
東京都出身。1953年東京大学工学部土木工学科を卒業､1959年同大学院博士課程修了し「移動荷重による長径間吊橋の動的性状」にて東京大学より工学博士号取得。その後東京大学講師を経て1961年東京大学助教授に｡1972年東京大学教授に就任し定年まで勤めあげる｡定年後1991年東京大学名誉教授｡その後埼玉大学教授、1997年拓殖大学教授、2001年拓殖大学を定年退職した。
2014年瑞宝中綬章受章。
2023年2月12日、虚血性心疾患のため死去。92歳没。死没日付をもって正四位に叙された。

## 人物
橋梁工学の第一人者であり、日本橋梁建設協会は2007年、伊藤の名を関した「伊藤學賞」を定めた。

## 著作
- 『構造力学における還元法 : 遷移行列による方法 』技報堂 1968年
- 『構造力学』森北出版 1971年
- 『海に架ける橋 : 本州四国連絡橋をめぐって』日本経済新聞社 1974年
- 伊藤學他『土木・建築のための確率・統計の基礎』丸善 1977年